# Axios (sitio web)
Axios es un sitio web de noticias e información estadounidense fundado en 2016 por el cofundador de Politico, Jim VandeHei, el excorresponsal de la Casa Blanca de Politico, Mike Allen, y el exfuncionario de Politico, Roy Schwartz. El sitio, cuyo nombre está basado en el término en griego: ἄξιος (áxios), «digno», fue lanzado oficialmente en 2017.

## Historia
En el verano de 2016, Axios obtuvo $ 10 millones en una ronda de financiamiento liderada por Lerer Hippeau Ventures. Los patrocinadores incluyeron NBC News, Emerson Collective, Greycroft Partners, y David y Katherine Bradley, dueños de Atlantic Media.
Los socios de lanzamiento iniciales de Axios fueron JP Morgan & Chase Co., PhRma, Boeing, BP, Bank of America, Koch Industries, S&P Global, UnitedHealth Group, Walmart y PepsiCo.
La compañía lanzó una declaración de misión que consistía en «Los medios de comunicación están rotos, y con demasiada frecuencia son una estafa». Planeaba enfocarse en «negocios, tecnología, política y tendencias en los medios».Además, desautorizaron el uso de anuncios publicitarios, pop-ups y títulos de clickbait, utilizando la publicidad nativa en su lugar.